# Кубинская химера
Кубинская химера (лат. Chimaera cubana) — хрящевая рыба, вид отряда химерообразных.
Максимальная длина тела 75 см. Спинной шип один. Рыло закруглённое, на голове есть похожие на швы сенсорные бороздки. Грудные плавники большие. Первый спинной плавник с длинным острым шипом. Анальный плавник не выходит за уровень конца второго спинного плавника. Между глазами у самцов есть изогнутый булавовидный придаток. Каналы боковой линии в открытых бороздках. Верхняя сторона тела серебристо-серая, нижняя белая. Обитают в западно-центральной части Атлантического океана: у залива Матансас (Куба) и Ямайки. Глубоководная батидемерсальная рыба. Встречается на глубине от 180 до 900 метров. Одиночное, яйцекладущее животное. Яйца заключены в роговые оболочки. Безвредна для человека, считается видом вне опасности и объектом промысла не является.